# Chester Professional Tournament 1970
Il Chester Professional Tournament 1970 è stato il primo evento professionistico della stagione 1970-1971 di snooker, il primo Non-Ranking, e la 2ª edizione di questo torneo, che si è disputato dal 13 al 15 luglio 1970, presso l'Upton By Chester British Legion di Chester, in Inghilterra.
Il campione in carica era Jackie Rea, il quale ha confermato il titolo.
Il torneo è stato vinto da Jackie Rea, il quale ha battuto in finale John Spencer per 4-3. L'inglese si è aggiudicato così il suo primo Chester Professional Tournament e il suo 29º titolo Non-Ranking in carriera.

## Tabellone
|  | Semifinali Al meglio dei 7 frames | Semifinali Al meglio dei 7 frames | Semifinali Al meglio dei 7 frames |              |            | Finale Al meglio dei 7 frames | Finale Al meglio dei 7 frames | Finale Al meglio dei 7 frames |  |
|  |                                   |                                   |                                   |              |            |                               |                               |                               |  |
|  | Jackie Rea                        | Jackie Rea                        | 4                                 |              |            |                               |                               |                               |  |
|  | Jackie Rea                        | Jackie Rea                        | 4                                 |              |            |                               |                               |                               |  |
|  | John Dunning                      | John Dunning                      | 3                                 |              |            |                               |                               |                               |  |
|  | John Dunning                      | John Dunning                      | 3                                 |              | Jackie Rea | Jackie Rea                    | 4                             |                               |  |
|  |                                   |                                   |                                   |              | Jackie Rea | Jackie Rea                    | 4                             |                               |  |
|  |                                   |                                   | John Spencer                      | John Spencer | 3          |                               |                               |                               |  |
|  | John Spencer                      | John Spencer                      | John Spencer                      | John Spencer | 3          | 5                             |                               |                               |  |
|  | John Spencer                      | John Spencer                      |                                   |              |            |                               |                               |                               |  |
|  | Pat Houlihan                      | Pat Houlihan                      | 2                                 |              |            |                               |                               |                               |  |